# Alcira
Alcira is een geslacht van weekdieren uit de klasse van de Gastropoda (slakken).

## Soort
- Alcira elegans H. Adams, 1861